# كوغنايت
كوغنايت (Cognite AS) هي شركة تكنولوجيا معلومات نرويجية، مقرها الرئيسي في أوسلو، ومكاتب في كل من طوكيو, هيوستن وأوستن (تكساس). تأسست في 7 ديسمبر 2016.
المنتج الرئيسي عبارة عن منصة لجمع ومعالجة وتحليل كميات كبيرة من البيانات بشكل مستمر في الصناعة، على سبيل المثال على منصات النفط أو السفن، والتي يمكن استخدامها لتحسين وتخطيط الصيانة وأنواع أخرى من العمليات.
إيرادات كوغنايت تأتي من الاشتراك التي يدفعها العملاء لاستخدام النظام الأساسي. أكبر زبون للشركة هو (Aker BP).

## ملخص
تأسست كوغنايت في عام 2016 ، وهي تقدم عمليات البيانات ومنصة سياقية تضع البيانات الأولية في سياق صناعي حقيقي. منتج البرنامج الرئيسي للشركة هو "Cognite Data Fusion (CDF). CDF" هي عبارة عن منصة (DataOps) صناعية قائمة على السحابة تدعم التحول الرقمي للصناعات ذات الأصول الثقيلة مثل النفط والغاز والطاقة والمرافق والطاقة المتجددة والتصنيع. من بين عملاء كوغنايت البارزين: (Aker BP)، بي بي، أرامكو السعودية و (Alfa Laval) و (Statnett)،  وميتسوبيشي للصناعات الثقيلة، وتكنيب أف أم سي.
في عام 2021، جمعت كوغنايت 150 مليون دولار (1.2 مليار كرونة نرويجية) في زيادة رأس المال من شركة الاستثمار (TCV). وفقًا لتقرير بورصة نازداك لعام 2021، بلغت قيمة كوغنايت 1.6 مليار دولار.
في فبراير 2022، أُعلن أن أرامكو أوفرسيز، إحدى الشركات التابعة لشركة أرامكو السعودية، قد استحوذت على 7.4٪ من أسهم كوغنايت عن طريق شراء 100٪ من أسهم شركة (Aker BP) في الشركة.

## روابط خارجية
- الموقع الرسمي